# Liolaemus capillitas
Liolaemus capillitas — вид ігуаноподібних ящірок родини Liolaemidae. Ендемік Аргентини.

## Поширення і екологія
Liolaemus capillitas мешкають в Андах на території провінцій Кахамарка і Тукуман. Вони живуть на кам'янистих гірських схилах, місцями порослих невисокими чагарниками і кактусами, серед скель. Зустрічаються на висоті від 2700 до 3600 м над рівнем моря. Живляться переважно мурахами.